# Іпалогама (підрозділ окружного секретаріату)
Підрозділ окружного секретаріату Іпалогама — підрозділ окружного секретаріату округу Анурадхапура, Північно-Центральна провінція, Шрі-Ланка. Складається з 32 Грама Ніладхарі.